# Pipine
Pour les articles homonymes, voir Cazotte (homonymie).
 (février 2022).
Si vous disposez d'ouvrages ou d'articles de référence ou si vous connaissez des sites web de qualité traitant du thème abordé ici, merci de compléter l'article en donnant les références utiles à sa vérifiabilité et en les liant à la section « Notes et références ».
Pipine, également connu sous le nom de Petit Pépin, était le sobriquet de Marco Cazotte, né à Venise en 1741 et mort à Paris en février 1803, individu atteint de phocomélie resté célèbre dans l'histoire de la tératologie.
Marco Cazotte était atteint d'une phocomélie complète et symétrique : il ne possédait ni bras ni jambes, ses mains et ses pieds apparaissaient comme directement implantés sur le tronc.
Il mesurait environ 80 centimètres et pouvait se déplacer seul en trottinant, mais il fallut lui aménager une selle spéciale pour pouvoir parcourir l'Europe à cheval, accompagné de son mentor. Il s'installa définitivement en France en 1765 où il décida de prendre en main sa destinée. Il passa alors rapidement des estrades de carrefours à la cour du Roi en tant que bouffon où son agilité le rendit célèbre.
Son squelette (dont il manque les mains) est aujourd'hui conservé au musée Dupuytren de Paris, tout comme qu'une statue de cire le représentant tel qu'il s'exhibait.

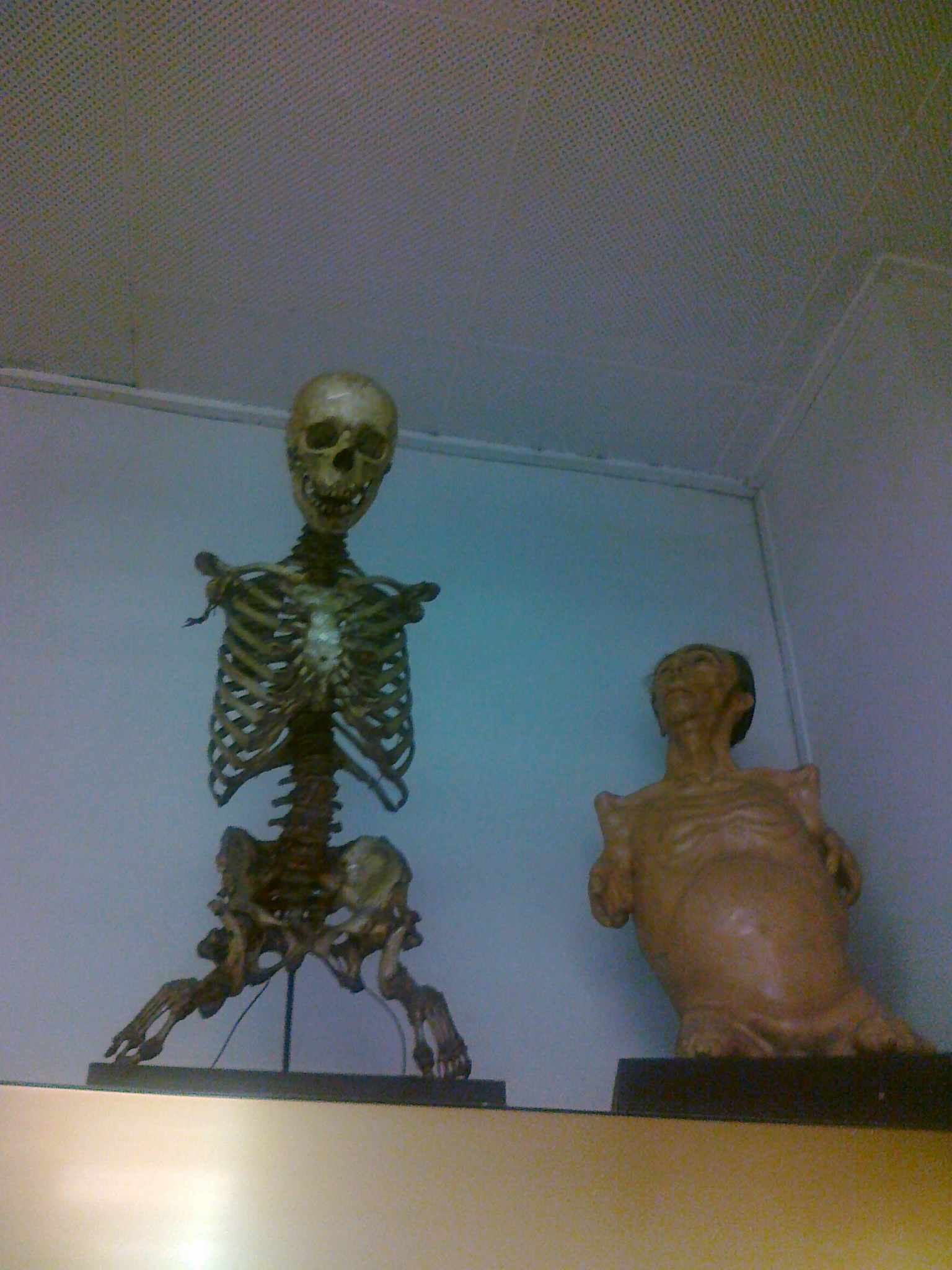
Squelette de Pipine et sa statue de cire au musée Dupuytren en novembre 2013